# Раковський Володимир Геннадійович
Раковський Володимир є старшим тренером відділення вільної боротьби в ДЮСШ імені Антона Білого у Львові, Заслуженим тренером України, засновником спортивного клубу "Irbis". Протягом усієї своєї професійної кар'єри беззавітно приділяє увагу вихованню дисципліни, наполегливості та спортивної майстерності у спортсменів.
Народився і виріс у місті Львові. Завершивши успішну кар’єру борця Володимир Раковський почав свій тренерський шлях, де відкрив своє захоплення до керівництва та наставництва молодих спортсменів. Почав свою тренерську кар'єру у 1989 році як керівник гуртка з вільної боротьби у колишньому обласному палаці піонерів. Він продовжив свою роботу як завідуючий спортивно-туристичним відділом у реорганізованому палаці, який переформувався на Центр творчості дітей та юнацтва Галичини. З 1996 року він став директором цієї установи, а з 1999 року перейшов на роботу до ДЮСШ №7 у Львові як тренер. З 2005 року його призначили старшим тренером відділення вільної боротьби.
Володимир Раковський має звання "Заслужений тренер України", яке отримав у жовтні 2015 року, а також першу тренерську категорію. Протягом своєї трудової діяльності він проявив себе як дисциплінований, сумлінний, активний та творчий педагог. Він є відмінним організатором і досвідченим фахівцем.

## Філософія
У своїй педагогічній діяльності Володимир Раковський надає пріоритет взаємній довірі та поєднанню виховних, освітніх та оздоровчих завдань у спорті. Він забезпечує всебічний розвиток своїх вихованців, формує у них свідоме ставлення до обов'язків та високий рівень мотивації для досягнення спортивних результатів. Тренерська філософія Раковського Володимира, базується на глибокому розумінні важливості спортивного виховання та особистісного розвитку спортсменів. Він прагне створити оптимальні умови для їхнього успіху, враховуючи їхні індивідуальні потреби та амбіції. Він надає особливу увагу фізичному, технічному та тактичному аспектам тренувань, а також психологічному стану своїх підопічних. Завжди стежить за їхнім фізичним здоров'ям, розумовим станом та мотивацією, щоб підтримувати їх на шляху до досягнення високих спортивних результатів. Основною ціллю В. Раковського є формування не лише сильних борців, але й високохарактерних особистостей. Він надихає своїх вихованців на розвиток внутрішньої дисципліни, самовдосконалення та цілеспрямованості. Він прагне виховати спортсменів, які засвоїли цінність праці, постійного самовдосконалення та вміння перемагати не лише на килимі, але й у житті загалом.
Я вірю, що поєднання вмінь, мотивації та характеру грають важливу роль у досягненні успіху. Я завжди намагаюся бути впевненим лідером, відданим своїм вихованцям та підтримуючим їх на кожному етапі. Мої цінності включають роботу в команді, відданість та принципи справедливості. Поза тренуваннями, я люблю досліджувати нові методики тренувань, читати професійну літературу та постійно вдосконалювати свої навички.

Тренувати боротьбу для мене не просто професія, це покликання. Бути свідком трансформації спортсменів, як фізичної, так і моральної, приносить мені величезну радість і задоволення. Я вдячний за можливість позитивно вплинути на життя юних борців і допомогти їм повністю розкрити свій потенціал.

## Досягнення
На своєму тренерському кар'єрному шляху Володимир Раковський мав честь стати наставником для численної кількості талановитих спортсменів, які досягли визнання на національному та міжнародному рівнях. Серед них чемпіонка та призерка чемпіонатів Європи та Світу МСМК Ліля Горішня (яка наразі виступає на Волинську область і має намір отримати олімпійську ліцензію), МС Наталя Мазур (яка наразі виступає за національну збірну Ізраїлю). Серед юнаків є призери чемпіонатів України, призери та переможці всеукраїнських та міжнародних турнірів.
Окремим важливим аспектом роботи є ідея створення окремого спеціалізованого залу для боротьби. Ця ідея знайшла своє втілення у вересні 2017 року на базі санаторної школи №1 (вул. Остроградських, 1).